# Talmberger Kodex
Der Talmberger Kodex ist eine im Tschechischen Museum befindliche Rechtsabschrift. Ursprünglich befand sich der Kodex im Besitz der Talmberger.
Aus den auf den Tafeln angebrachten Inschriften geht hervor, dass Johann Max Freiherr von Talmberg das Dokument seinem Onkel, dem Bischof von Königgrätz Johann Franz Christoph von Talmberg schenkte, der ihn bat, diesen Kodex der Familie zu erhalten. Nach dem Aussterben des Geschlechts ging die Handschrift in die erzbischöfliche Bibliothek über und von dort ins Tschechische Museum.
Dem Inhalt nach wurde der Kodex für den Höchsten Burggrafen von Prag, Heinrich IV. von Neuhaus 1503 bis 1506 verfasst. Er versammelt die wichtigsten Landesrechte wie das böhmische Rechtsbuch des 14. Jh., eine Zusammenfassung der auf Karlstein geschlossenen Verträge, die Krönungsordnung des böhmischen Königs und Urteile des Landgerichts sowie andere Abschriften der Landtafel, geordnet nach böhmischen Königen und nach Landesversammlungen bis 1506.
Auszüge aus diesem Kodex veröffentlichte Palacký im Archiv český (Böhmisches Archiv), sowie Emler in  O zbytcích desk zemských v r. 1541 pohořelých (dt. Über die Reste der im Jahre 1541 verbrannten Landtafeln) und Jireček in Codex iuris Bohemici. Die königliche Landtafel selbst war durch einen Brand im Archiv (Stadtbrand in Prag 1541) vernichtet worden.